# Atimura
Atimura es un género de escarabajos de la familia Cerambycidae.

## Especies
- Atimura affinis Breuning, 1939
- Atimura ancipitalis Holzschuh, 2010
- Atimura apicalis Gahan, 1894
- Atimura bacillina Pascoe, 1865
- Atimura combreti Gardner, 1930
- Atimura cylindrica Gressitt, 1940
- Atimura dentipes Holzschuh, 2010
- Atimura formosana Matsushita, 1933
- Atimura fujiwarai Hayashi, 1994
- Atimura japonica Bates, 1873
- Atimura koreana Danilevsky, 1996
- Atimura laosica Breuning, 1968
- Atimura minima Breuning, 1939
- Atimura nilghirica Breuning, 1940
- Atimura proxima Breuning, 1939
- Atimura punctissima Pascoe, 1865
- Atimura spinigera Holzschuh, 2010
- Atimura strandi Breuning, 1940
- Atimura subapicalis Breuning, 1949
- Atimura sulcatula Holzschuh, 2010
- Atimura tarsata Holzschuh, 2010
- Atimura terminata Pascoe, 1863
- Atimura trux Holzschuh, 2010